# Großer Plöner See (Amt)

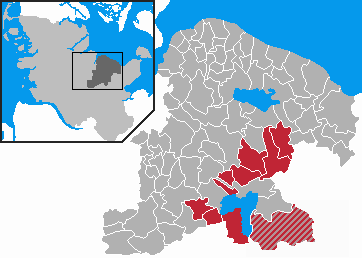
Mapa del Amt

Großer Plöner See es un Amt ("municipio colectivo") en los distritos de Plön y Ostholstein en Schleswig-Holstein, Alemania. Está situado alrededor del municipio de Plön, el cual es la capital del Amt, pero no es parte de él. El Amt está nombrado por el lago Großer Plöner See.

## Visión general
Es uno de los dos Amt (junto a Itzstedt) en Alemania que tienen municipios en distintos distritos.¡

## Subdivisión
El Amt de Großer Plöner See consta de los municipios siguientes:
1. Bosau (Distrito de Holstein Oriental)
2. Dersau
3. Dörnick
4. Grebin
5. Kalübbe
6. Lebrade
7. Nehmten
8. Rantzau
9. Rathjensdorf
10. Wittmoldt